# Церковь Бориса и Глеба (Куртниково)
Храм Бориса и Глеба (Храм во имя святых благоверных князей-страстотерпцев Бориса и Глеба) — православный храм Истринского благочиния Московской епархии, расположенный в селе Куртниково Истринского района Московской области. Строительство здания, в стиле классицизма, велось с 1809 года по 1816 год, на средства титулярного советника Гавриилы Ивановича Рукина.
Первое упоминание о Борисо-Глебской церкви в селе Курятниково относится к 1564 году. Новый, деревянный храм, был построен в 1593 году, но в начале XIX века он сгорел в пожаре и в 1809 году было начато строительство современного здания. Храм, типа восьмерик на четверике, с трёхъярусной колокольней, был освящён в 1816 году, в 1831 году устроен придел во имя пророка Илии, в 1857 году — придел Тихвинской Божией Матери.
Храм был закрыт в 1935 году, возвращён церкви в 2001 году, начиная с 2002 года был произведён ремонт.